# Casa del Rey Moro

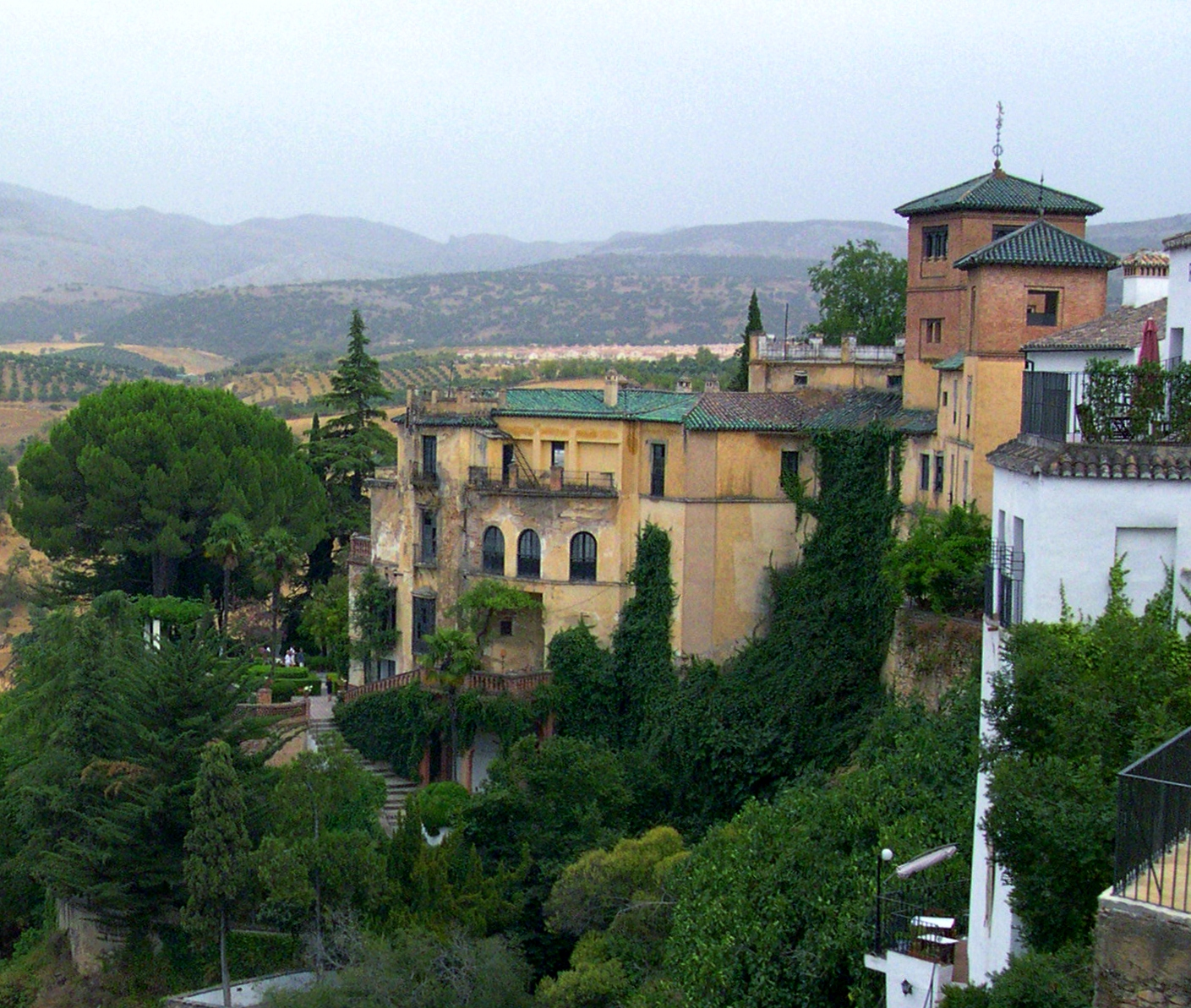
Casa del Rey Moro mit seinen Gärten

Der Palast Casa del Rey Moro entstand im 14. Jahrhundert in Ronda und ist seit 1943 in Spanien als Kulturgut eingetragen. Es handelt sich um einen stark gegliederten Bau mit hängenden Gärten, zwei Türmen und ausgedehnter Brunnenanlage.

## Geschichte
Volkstümliche Überlieferungen führen den Bau dieses geheimen militärischen Bauwerks auf den moslemischen König Abomelic zurück, zu Zeiten als Ronda einen strategischen Platz einnahm im Kampf des späteren moslemischen Königreichs von Granada gegen Kastilien. In den Köpfen des Volkes herrschten verschiedenste Legenden und die Vorstellung, innerhalb der Brunnenanlage befänden sich geheime Paläste und Königinnenbäder. Historische Texte berichten über den Brunnen seit der Eroberung Rondas durch die Katholischen Könige im Jahre 1485, unter der Führung des Markgrafen von Cádiz. Dieser nahm den Brunnen vom Fluss aus ein und kurz darauf musste sich die verdurstende Bevölkerung der Stadt geschlagen geben.
Durch den Brunnen, der sich über einen Höhenunterschied von 60 Metern erstreckt, führt eine breite, in den Fels geschlagene Wendeltreppe mit einem imposanten Gewölbe- und Lichtsystem. In der Sala del Manantial (Brunnenkammer) – eine Kammer, die sich durch ihr durchdachtes Beleuchtungssystem auszeichnet – barg sich eine heute verdeckt liegende Wasserstelle, aus der Wasser mithilfe eines Wasserrades geschöpft wurde. Eine Menschenkette aus Sklaven musste mit „zaques“ (Ledergefäßen) auf- und absteigen, um die Stadt mit Wasser zu versorgen. In der Sala de Armas (Waffenkammer) wurden Waffen gelagert und Wasser bzw. Öl in Kesseln erhitzt, um somit das untere Eingangstor vom darübergelegenen Fenster aus zu verteidigen. Die Sala de los Secretos (Kammer der Geheimnisse), mit einer Besonderheit in der Akustik (der Schall wandert automatisch von einer Ecke zur gegenüberliegenden), war ursprünglich ein weiterer Brunnen zur Wasserversorgung des Militärs. Weiter unten – vom Fluss aus erbaut – erhebt sich ein mächtiger Turm, der zur Verteidigung des Wasservorrats und als „poterna“ (geheimer Ausgang) diente, um aus der Stadt fliehen zu können. Über diesem Turm befindet sich die Terraza de la Reconquista (Terrasse der Wiedereroberung). Von ihr aus wurde der Fluss überwacht und die Belagerung verteidigt.
Die gesamte Brunnenanlage zeichnet sich durch ihre bis heute perfekt erhaltene Architektur und Bauweise aus, was diese Wehranlage in ganz Spanien einzigartig macht.

## Gärten
Die Gärten, die das Casa del Rey Moro umgeben, wurden von dem berühmten französischen Landschaftsarchitekten Jean Claude Nicolas Forestier entworfen und im Jahre 1912 im Auftrag der Herzogin von Parcent, der damaligen Besitzerin des Hauses, erbaut. Bis heute ist das Originalkonzept dieser hängenden Gärten am Rande der Schlucht des Flusses Guadalevín mit all seinen Details erhalten geblieben.
Im Entwurf des Gartens vermischen sich hispano-musulmanische Ursprünge mit den Anordnungsprinzipien der westeuropäischen Gartenbaukunst. Keramikkunst, überdachte Säulengänge, liebevoll bepflanzte Beete, Treppen und Bodenplatten aus gebranntem Ton zusammen mit der gelungenen Kombination verschiedener botanischer Arten wie Palmen, Lorbeer- und Zedernbäumen, Oleander- und Myrtensträucher lassen den Mythos des geheimen Gartens, der „hortus conclusus“, wieder aufleben. Die sorgfältig ausgewählten Pflanzen, ihr Duft und ihre Farben machen besonders zur Blütezeit aus diesem Garten ein wahrhaftiges Juwel der europäischen Gartenbaukunst.
Forestier bindet die atemberaubende Landschaft Rondas in das Gartendesign mit ein, sodass der Betrachter in den Genuss der mannigfaltigen Aussicht auf den Fluss und die umliegenden Berge kommt.